# Ileana Lazariuc
Ileana Lazariuc geboren als Elena Crigănuță (Băcioi, 12 april 1982) is een Moldavische actrice.

## Biografie
Ze werd geboren als Elena Crigănuță, als dochter van de in Moldavië zeer bekende zangeres Anastasia Lazariuc en Gheorghe Crigănuță. In 1991 verbrak ze het contact met haar vader en nam ze de naam van haar moeder aan. Ze is getrouwd met Ion Țiriac Jr, de zoon van de bekende zakenman Ion Țiriac, met wie ze in Parijs woont. Sinds 7 maart 2008 hebben ze een zoon samen.